# Oedignatha procerula
Espèce
Oedignatha procerula est une espèce d'araignées aranéomorphes de la famille des Liocranidae.

## Distribution
Cette espèce est endémique d'Inde.

## Description
Le mâle mesure 5 mm.

## Publication originale
- Simon, 1897 : Matériaux pour servir à la faune arachnologique de l'Asie méridionale. V. Arachnides recueillis à Dehra-Dun (N. W. Prov.) et dans le Dekkan par M. A. Smythies. Mémoires de la Société zoologique de France, vol. 10, p. 252-262 (texte intégral).